# Думбрава (Прахова)
Думбрава (рум. Dumbrava) — село у повіті Прахова в Румунії. Входить до складу комуни Думбрава.
Село розташоване на відстані 49 км на північ від Бухареста, 14 км на південний схід від Плоєшті, 97 км на південний схід від Брашова.

## Населення
За даними перепису населення 2002 року у селі проживали 1485 осіб, з них 1484 особи (99,9%) румунів. Рідною мовою 1484 особи (99,9%) назвали румунську.